# Politikåret 1923

## Händelser
- 6 mars - Otto Bahr Halvorsen efterträder Otto Blehr som Norges statsminister.[1]
- 24 mars - Tillförordnade Otto Bahr Halvorsen efterträder Otto Blehr som Norges statsminister.[1]
- 19 april - Ernst Trygger efterträder Hjalmar Branting som Sveriges statsminister[2] och regeringen Branting II efterträds av Regeringen Trygger.
- 22 maj - Stanley Baldwin efterträder Andrew Bonar Law som Storbritanniens premiärminister.[3]
- 23 maj - Tillförordnade Otto Bahr Halvorsen tillträder som Norges ordinarie statsminister.[1]
- 30 maj - Abraham Berge efterträder Otto Bahr Halvorsen som Norges statsminister.[1]
- 2 augusti - Calvin Coolidge efterträder avlidne Warren G. Harding som USA:s president.[4]
- 29 oktober - Republiken Turkiet utropas, och Osmanska riket går i graven.[5]

## Val och folkomröstningar
- 24 mars - Stadsfullmäktigevalet i Stockholm  i Sverige leder till socialistisk majoritet, 51 mot 49 borgerliga ledamöter.[6]
- 5 december - Storbritannien går till parlamentsval. Valet ger ingen klar segrare; Conservative Party blir största parti men utan majoritet i underhuset. Med stöd av Liberal Party bildar Labour en minoritetsregering med Ramsay MacDonald som premiärminister - den första Labourregeringen i Storbritanniens historia.

## Organisationshändelser
- 27 maj – Sveriges liberala parti bildas.
- Anton Pettersson blir partisekreterare i Bondeförbundet.
- I Sverige bildar Liberala samlingspartiets motståndare till spritförbud Liberala riksdagspartiet.
- Norges Kommunistiska Parti bildas då Arbeiderpartiet beslutar sig att lämna Komintern.
- Turkiets äldsta politiska parti, Republikanska folkpartiet, bildas.

## Födda
- 20 februari – Forbes Burnham, Guyanas president 1980–1985.
- 2 maj – Patrick Hillery, Irlands president 1976–1990.
- 27 maj – Henry Kissinger, USA:s utrikesminister 1973–1977.
- 9 juni – Donald Reid Cabral, Dominikanska republikens president 1963–1965.
- 6 juli – Wojciech Jaruzelski, Polens president 1989–1990.
- 21 juli – Paul Xuereb, Maltas president 1987–1989.
- 2 augusti – Shimon Peres, Israels president 2007–2014.
- 5 augusti – C.V. Devan Nair, Singapores president 1981–1985.

## Avlidna
- 23 maj – Otto Bahr Halvorsen, Norges statsminister 1920–1921 och 1923.
- 2 augusti – Warren G. Harding, USA:s president 1921–1923.
- 30 oktober – Andrew Bonar Law, Storbritanniens premiärminister 1922–1923.
- 27 november – Tage Reedtz-Thott, Danmarks konseljpresident 1894–1897.
- Okänt datum – Antoine Simon, Haitis president 1908–1911.

### Fotnoter
1. 1 2 3 4  ”Norway” (på engelska). World Statesmen. http://www.worldstatesmen.org/Norway.htm. Läst 2 augusti 2015.
2. ↑  ”Sweden” (på engelska). World Statesmen. http://www.worldstatesmen.org/Sweden.html. Läst 7 november 2012.
3. ↑  ”United Kingdom” (på engelska). World Statesmen. http://www.worldstatesmen.org/United_Kingdom.html. Läst 1 augusti 2015.
4. ↑  ”United States of America”. World Statesmen. http://www.worldstatesmen.org/United_States.html. Läst 2 augusti 2015.
5. ↑  ”Turkey” (på engelska). World Statesmen. http://www.worldstatesmen.org/Turkey.html. Läst 9 november 2012.
6. ↑  ”Mars”. Svenska dagbladets årsbok. 11 mars 1923. https://runeberg.org/svda/1923/0024.html. Läst 24 mars 2015.